# Stertinius leucosticus
Stertinius leucosticus är en spindelart som först beskrevs av Tord Tamerlan Teodor Thorell 1890.  Stertinius leucosticus ingår i släktet Stertinius och familjen hoppspindlar. Inga underarter finns listade i Catalogue of Life.